# Donja Plemenšćina
Donja Plemenšćina falu Horvátországban Krapina-Zagorje megyében. Közigazgatásilag Pregradához tartozik.

## Fekvése
Krapinától 10 km-re északnyugatra, községközpontjától 2 km-re északra a Horvát Zagorje északnyugati részén fekszik. Erdőkkel és mezőgazdasági területekkel szabdalt határában a szántó, a szőlő és a gyümölcsös művelés a leggyakoribb. A korlátozott termékenységű talaj főként a szőlő művelésre teszi alkalmassá.

## Története
A régészeti leletek tanúsága szerint területén már a bronzkorban is volt emberi település. A leletek az i. e. 2200 és 800 közötti időszakra keltezhetők. Közülük a leghíresebb a perzsa eredetű istenséget Mithrászt ábrázoló szobor, melyet Donja és Gornja Plemenšćina határán találtak és az i. e. 4. századból származik. Az istenségnek különösen a római Pannóniában volt nagy kultusza, ahol számos szentélye volt. A települést 1573-ban a horvát parasztfelkelés idején említik először "Busin nobilium" néven. A latin nobilium horvátul plemenitih, azaz nemesit jelent. A Busin név pedig a szomszédos Bušin falura vonatkozik, eszerint tehát az 1573-as név Nemes- Bušint jelent. Ebből ered a település mai neve Plemenšćina, azaz nemesi falu. Az 1589-es adóösszeírás szerint Tostočelo nevű község állt itt, mely a koszteli váruradalomhoz tartozott és amelynek 68 portája volt. Ma ilyen nevű település nincs a környéken, de a terület legmagasabb pontja az 561 méter magas Tusto čelo, melynek a középkorban kitüntetett szerepe lehetett az uradalomban. Róla kaphatta a nevét a község, melyhez számos falu területe, így Hlevnice, Jezerišća, Plemenšćine, Prigorja is tartozott.
A településnek 1857-ben 235, 1910-ben 297 lakosa volt. Trianonig Varasd vármegye Pregradai járásához tartozott. A településnek 2001-ben 125 lakosa volt.

## Külső hivatkozások
- Pregrada hivatalos oldala
- A város információs portálja
- A Szent Anna rekreációs központ honlapja